# Аит Биград, Хамид
Хамид Аит Биград (араб. حميد ايت بيغراد‎; род. 13 мая 1976) — марокканский боксёр, представитель легчайшей весовой категории. Выступал за национальную сборную Марокко по боксу в середине 2000-х годов, победитель и призёр турниров международного значения, участник летних Олимпийских игр в Афинах.

## Биография
Хамид Аит Биград родился 13 мая 1976 года.
Впервые заявил о себе в боксе на взрослом международном уровне в сезоне 2004 года, когда вошёл в основной состав марокканской национальной сборной и предпринял попытку пройти отбор на летние Олимпийские игры в Афинах. На Африканском олимпийском квалификационном турнире в Касабланке выступил неудачно, остановившись на стадии четвертьфиналов, тогда как на Африканской олимпийской квалификации в Габороне взял верх над всеми соперниками по турнирной сетке и тем самым удостоился права защищать честь страны на Играх. В Афинах, однако, уже в стартовом поединке категории до 54 кг со счётом 17:25 потерпел поражение от индийца Дивакара Прасада и сразу же выбыл из борьбы за медали. Также в этом сезоне отметился выступлением на домашнем международном турнире «Мухаммед VI Трофи» в Рабате, где стал серебряным призёром в легчайшем весе.
После афинской Олимпиады Аит Биград ещё в течение некоторого времени оставался в составе боксёрской команды Марокко и продолжал принимать участие в крупнейших международных турнирах. Так, в 2005 году он побывал на Играх франкофонов в Ниамее, откуда привёз награду золотого достоинства, выигранную в легчайшей весовой категории.
В 2006 году стал серебряным призёром на Кубке Анвара Чоудри в Баку, уступив в решающем поединке казаху Канату Абуталипову, и выступил на международном турнире «Ахмет Джёмерт» в Стамбуле, где попасть в число призёров не смог.